# Tim Sparwasser
Tim Dominik Sparwasser (* 8 de Janeiro de 1969 em Mainz ) é um médico alemão, microbiologista e imunologista especialista em doenças infecciosas. Desde 2018, é diretor do Instituto de Microbiologia Médica e Higiene (IMMH) do Centro Médico da Universidade Johannes Gutenberg em Mainz

## Carreira
Sparwasser estudou medicina humana na Universidade Johannes Gutenberg em Mainz e na Universidade Ludwig Maximilian em Munique (LMU) com uma bolsa da Fundação Acadêmica Nacional Alemã, e recebeu seu doutorado (título de MD) em 1996. Continuou seus trabalhos de pesquisa inicialmente no Instituto de Microbiologia Médica, Imunologia e Higiene (MIH) da Universidade Técnica de Munique (TUM)  e depois no Skirball Institute como pós-doutorando do Instituto Médico Howard Hughes (HHMI) em Nova Iorque.
Em 2008 ele concluiu sua habilitação no MIH da TUM e no mesmo ano tornou-se diretor do Instituto de Imunologia da Infecção no Twincore, Centro de Pesquisa Clínica e Experimental em Infecção, uma instituição conjunta da Escola de Medicina de Hannover (MHH) e o Centro Helmholtz de Pesquisa em Infecções (HZI).
Em 2018, Sparwasser aceitou um chamado da Universidade de Mainz e se tornou o diretor do IMMH, após previamente ter recusado um chamado da Universidade Técnica de Dresden em 2017.
De 2014 a 2022, Sparwasser foi membro do conselho consultivo da Sociedade Alemã de Imunologia (DGfI). É membro do comitê diretor do Centro de Pesquisa em Imunoterapia (FZI) da Universidade de Mainz desde 2018. Em 2019, foi eleito representante alemão no Conselho da União Internacional de Sociedades Imunológicas (IUIS), reeleito em 2022, com seu mandato terminando em 2025. Em 2022 foi nomeado Membro do Conselho Consultivo do Centro de Pesquisa em Doenças Inflamatórias (CRID), da Faculdade de Medicina de Ribeirão Preto em São Paulo. No mesmo ano Prof. Sparwasser declinou um chamado da Justus-Liebig Universidade de Gießen para assumir a posição de Professor titular de Microbiologia Médica (nível W3). Sparwasser é membro do Conselho Consultivo Científico da NextImmune2 no Instituto de Saúde de Luxemburgo (LIH) desde 2023. Pelas suas contribuições de longa data ao fortalecimento da cooperação entre cientistas alemães e argentinos, o Ministério de Ciência, Tecnologia e Inovação da Argentina concedeu a Sparwasser o "Premio Leloir", em Buenos Aires, em 2022. Sparwasser é um dos imunologistas mais citados na Europa. Ele publicou vários artigos científicos, dos quais mais de 200 estão listados no Science Citation Index, tendo sido citados mais de 21700 vezes. Seu índice h é 75.

## Foco de pesquisa
Os principais interesses do seu laboratório no Instituto de Microbiologia Médica e Higiene são as interações parasito-hospedeiro. Sparwasser foi um dos primeiros a identificar que sequências do DNA microbiano que contém motivos CpG específicos ativam células do Sistema immune inato e podem dessa forma ser usados como adjuvants em abordagens experimentais de vacinação. Usando novos modelos genéticos, Sparwasser pela primeira vez diretamente demonstrou o papel das chamadas células T na prevenção de respostas autoimunes e também a sua importância na resposta immune adaptativa contra células tumorais a diversos patógenos. Desde 2010 Sparwasser tem trabalhado nos efeitos imunomodulatórios de metabólitos bacterianos e, particularmente, no metabolismo de células do sistema imune para aprimorar respostas imunológicas e vacinação.

## Prêmios e Honrarias
Sparwasser foi bolsista da Fundação Acadêmica Nacional Alemã . A Sociedade Alemã de Higiene e Microbiologia (DGHM) o concedeu o Prêmio DGHM em 1999. De 1999 a 2002 Sparwasser recebeu como prêmio do HHMI a bolsa de pós-doutorado para médicos. Sparwasser foi agraciado com o "Premio Leloir" do Ministério de Ciência, Tecnologia e Inovação da Argentina em 2022. Em maio de 2024, Sparwasser foi selecionado pela Fundação Alexander von Humboldt como escuteiro para o Programa de Escutismo Henriette Herz.